# خايرو رودريغوس
خايرو رودريغوس (31 ديسمبر 1992 في البرازيل - ) هو لاعب كرة قدم برازيلي في مركز الدفاع. لعب مع بوتيف فراتسا ونادي نيفتشي باكو وديسبورتيفو تروفينسي وAmérica Futebol Clube (Teófilo Otoni) ‏.

## وصلات خارجية
- خايرو رودريغوس على موقع رابطة كرة القدم اليابانية للمحترفين (اليابانية)
- خايرو رودريغوس على موقع قاعدة بيانات كرة القدم.إي يو (الإنجليزية)
- خايرو رودريغوس على موقع Soccerway.com (الإنجليزية)
- خايرو رودريغوس على موقع عالم كرة القدم.نت (الإنجليزية)